# Salomon II.
Salomon II. oder Solomon II. (äthiop. ሣሎሞን) war vom 13. April 1777 bis zum 20. Juli 1779 Negus Negest (Kaiser) von Äthiopien. Er war der Sohn von Abeto Adigo und möglicherweise jener Kaiser Solomon, den der Reisende Henry Salt unter den bei seinem Besuch, 1809/1810, noch lebenden Kaisern verzeichnet.
Salomon gelangte dank Ras Gusho und Wand Bewossen auf den Thron, nachdem diese den vorherigen Kaiser Tekle Haymanot II. abgesetzt hatten. Richard Pankhurst zufolge geht der Bau der Kirche Qeddus Fasilides ("Heiliger Fasilides") in Gonder auf ihn zurück.